# 1-메틸사이토신
1-메틸사이토신(영어: 1-methylcytosine)은 핵산의 염기인 사이토신의 메틸화된 형태이다.
1-메틸사이토신에서 메틸기는 6원자 고리의 1번 위치에 부착되어 있다. 1번 위치의 메틸기는 1-메틸사이토신과 사이토신을 구분짓는다.

## 역사
미리암 로시(Miriam Rossi)는 1-메틸사이토신의 정제를 연구했다.
1-메틸사이토신은 하치모지 DNA의 핵염기로 사용되며, 아이소구아닌과 염기쌍을 형성한다.